# 스나이퍼 타케팅 포드

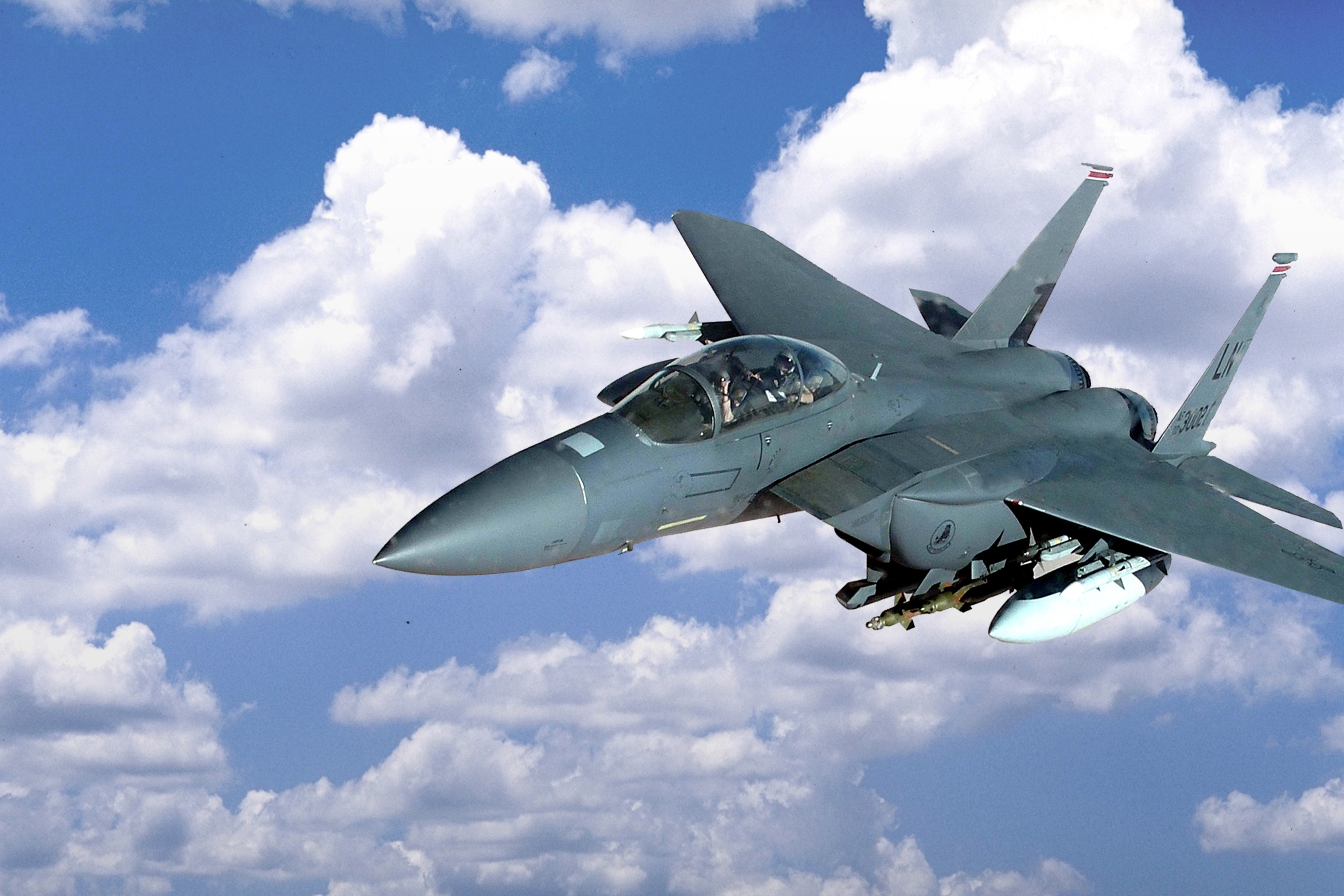
스나이퍼를 장착한 F-15E

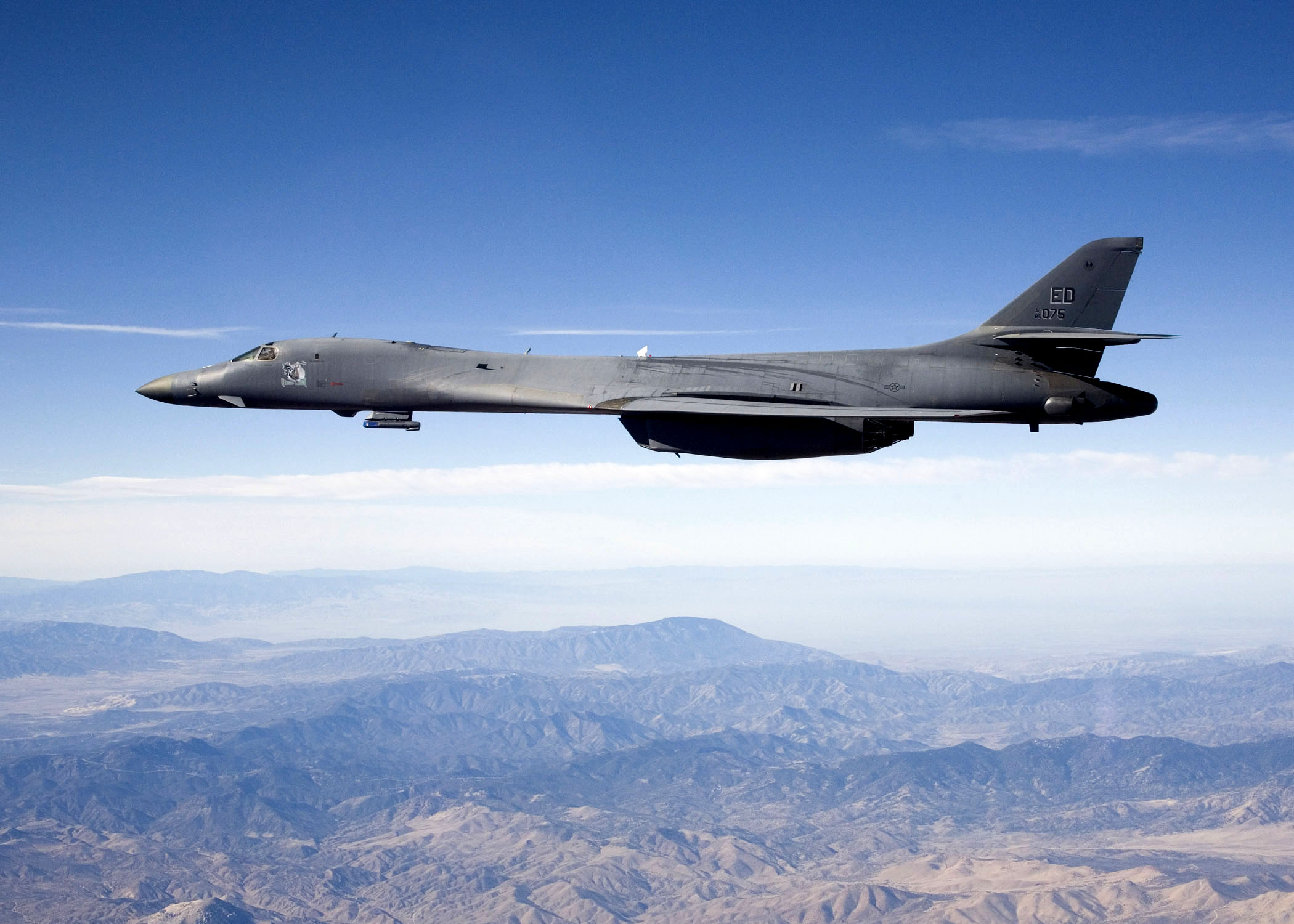
스나이퍼를 장착한 B-1B 랜서 전략폭격기

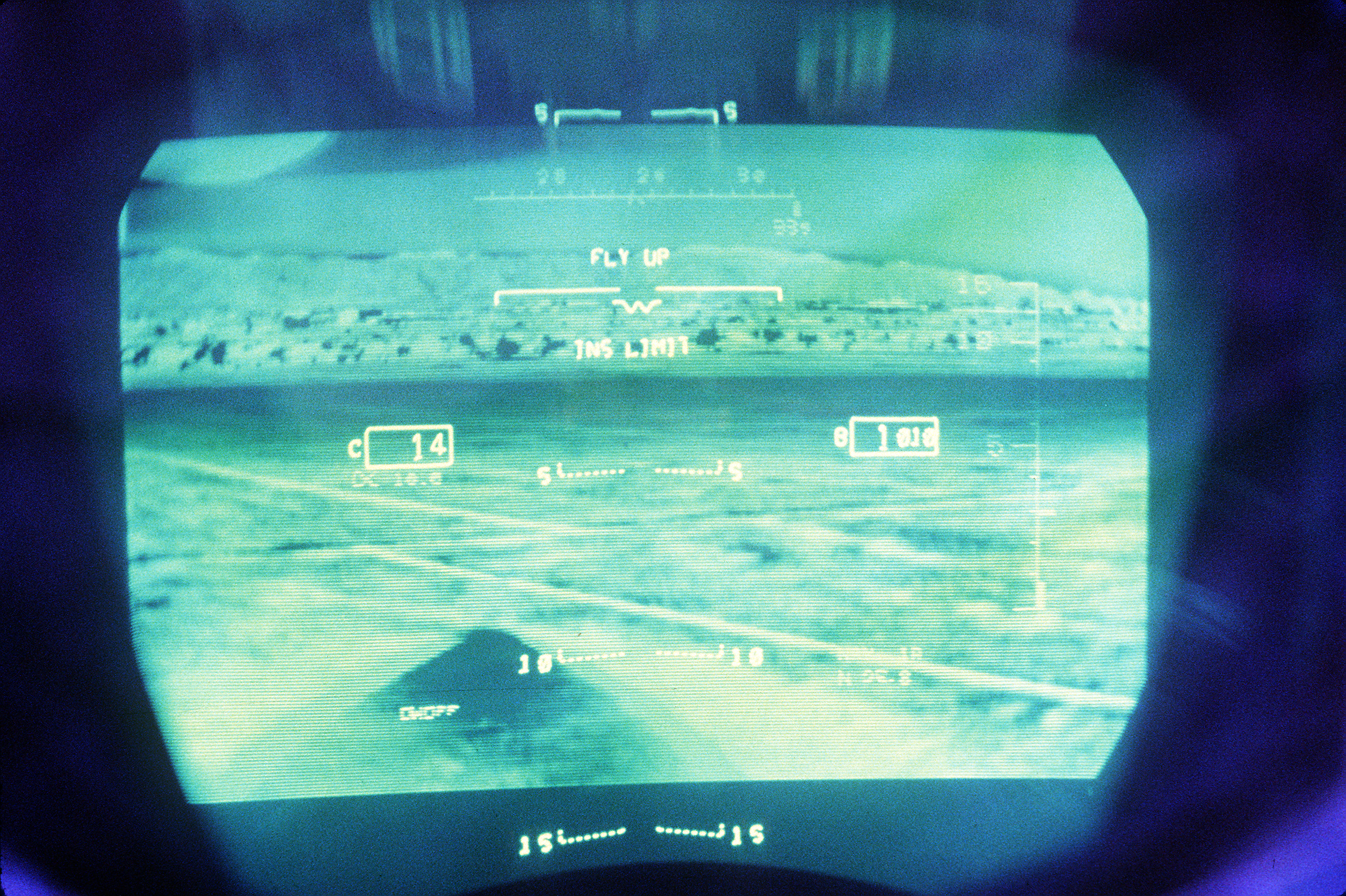
랜턴을 장착한 F-15E의 HUD. 스나이퍼도 같다.

스나이퍼 타게팅 포드(Sniper Advanced Targeting Pod, Lockheed Martin Sniper)는 록히드 마틴이 제작한 3세대 타게팅 포드이다. 전투기에 장착되어, 야간, 전천후의 상황에서 지상 목표물을 식별, 자동 추적, 정밀유도지시 기능을 한다. 록히드 마틴 2세대 랜턴 타게팅 포드의 후속 모델이다. 랜턴 보다 탐지거리가 5배 늘어났다.
한국 공군의 F-15K에는 스나이퍼를 별도로 구매하여 외부 장착했으며, F-35에는 스나이퍼가 기본으로 내부 장착되어 있다.
2013년 미국 공군은 B-52 폭격기의 주야간, 전천후 전투 능력을 제고하기 위해 장거리 표적 탐지와 식별, 감시를 위한 타게팅 포드를 라이트닝 타게팅 포드에서 스나이퍼 포드로 교체하고 있다.

## 타이거 아이
한국이 F-15K 전투기를 구매할 때, 보잉사는 록히드 마틴의 타이거 아이 포드의 성능을 매우 자랑했다. 이에 한국은 2009년 F-15K 1차 도입 때 타이거 아이 10여 대를 구매했다.
2011년 6월 초 한국 기술자들이 무단으로 타이거 아이를 분해했다. 봉인훼손은 한국군에 잠복한 미국 스파이에 의해 폭로되었으며, 기무사령부와 국가정보원이 정보원 색출에 나섰다. 미국 국무부 수석부차관보가 이끄는 11명의 일행이 서울에 들어와 당시 을지프리덤가디언 군사연습 기간임에도 한국의 관계자를 불러내 막말을 퍼부으며 소동을 부렸다. 2011년 9월에 다시 방한, 1주일간 고강도의 조사를 했다. 2011년 10월, 한국 정부의 해명을 믿지 않은 힐러리 국무장관이 김성환 외교부 장관에게 한국의 무단 기술도용을 기정사실화한 항의서한을 보냈다. 그리고 바로 제품 생산을 중단했다. 타이거 아이가 수출된 국가는 한국 뿐이다. 생산이 중단되었다며 타이거 아이의 부품 가격을 6배 인상했다. 조기경보기의 3년간 수리비도 당초보다 2배로 천여억원 인상했으며, 글로벌 호크의 수출이 금지되었다.
한국은 생산중단된 타이거 아이를 더 이상 구매할 수 없자, 스나이퍼 포드 40여대를 구입해 F-15K에 장착했다.

## KF-16
2018년 2월 5일, 대한민국 공군은 야간표적식별장비 2차사업이 완료되어, KF-16 118대에 스나이퍼 포드를 모두 장착했다고 밝혔다.

## 같이 보기
- 다모클레스 타게팅 포드 - 프랑스 탈레스 그룹의 3세대 타게팅 포드
- 라이트닝 타게팅 포드 - 이스라엘 라파엘의 3세대, 4세대 타게팅 포드